# 尾崎紀世彦アルバムNo.4
『尾崎紀世彦アルバムNo.4』（KIYOHIKO OZAKI ALBUM No.4）は、尾崎紀世彦のスタジオ・アルバム。1971年12月10日、4枚目のアルバムとして日本フォノグラムより発売。規格品番はFX-8027。

## 解説
「キーヨのアルバム第4作は2ndに続きオリジナルと日本のPOPS名曲で構成」。
5thシングル「愛する人はひとり」とそのカップリング曲を含むスタジオ・アルバム。「オリジナル3曲＋カバー9曲」というアルバム構成となっている。Side1は「愛する人はひとり」、Side2にｃ/ｗ「自由であれば」と「こころの炎燃やしただけで」がオリジナル曲。
「こころの炎燃やしただけで」は、８thシングルとしてリカットされた。カップリング曲は、次作のスタジオ・アルバム『KIEYO'72/尾崎紀世彦アルバムNo.5』収録曲の「ゴッドファーザー〜愛のテーマ」、両A面扱いである。
「ドゥー・ユー・ノウ」は、1973年のベスト・アルバム『BEST APPLAUSE KIYOHIKO OZAKI』 に収録後、1976年に20th両Ａ面シングルとして発売、c/w「雪が降る」。

## 収録曲

### Side 1
1. 愛する人はひとり
  - 作詞:：阿久悠、作曲・編曲：筒美京平
2. どうにかなるさ [2]
  - 作詞：山上路夫、作曲：かまやつひろし、編曲：筒美京平
3. 青空は知らない [3]
  - 作詞：北山修、作曲・編曲：筒美京平
4. ドゥー・ユー・ノウ [4]
  - 作詞：湯川れい子、作曲：小田啓義、編曲：川口真
5. サンゴ礁の娘 [5]
  - 作詞：阿久悠、作曲・編曲：筒美京平
6. 蒼空 [6]
  - 作詞：阿久悠、作曲：曽根幸明、編曲：川口真

### Side 2
1. 忘れていた朝 [7]
  - 作詞：山上路夫、作曲：村井邦彦、編曲：青木望
2. 雨のバラード [8]
  - 作詞：こうじはるか、作曲：植田嘉靖、編曲：青木望
3. おまえと夕陽 [9]
  - 作詞・作曲：深町純、編曲：川口真
4. めぐり逢い [10]
  - 作詞：山上路夫、作曲・編曲：葵まさひこ
5. 自由であれば
  - 作詞：阿久悠、作曲・編曲：筒美京平
6. こころの炎燃やしただけで
  - 作詞：阿久悠、作曲・編曲：筒美京平

## リリース日一覧
- 1971年12月10日 - オリジナル盤：FX-8027（LP）
- 1971年12月10日 - FT-5075（CT）
- 1994年5月25日 - PHCL-8017（CD）
- 2013年12月18日 - VODL-60106（CD-R）[11]